# Hilfswerk Mutter und Kind

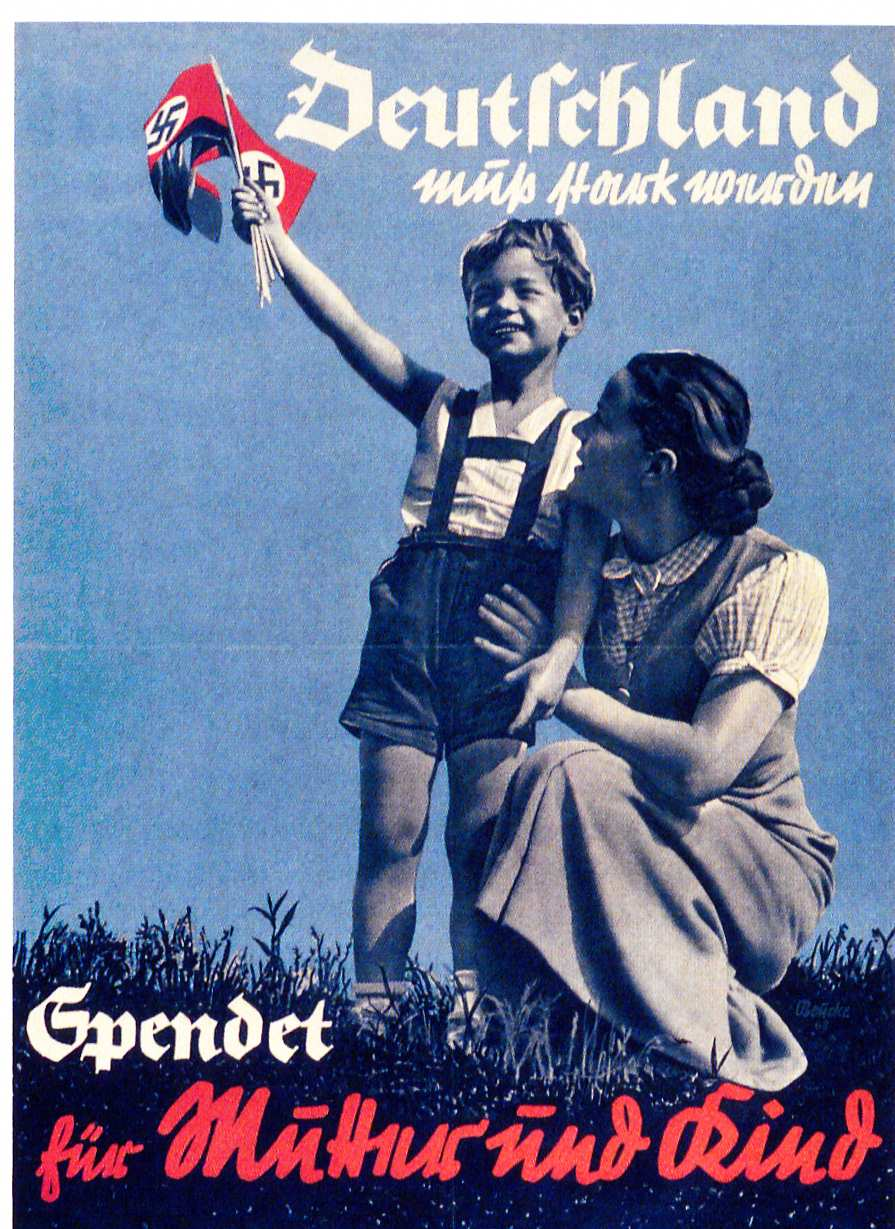
Poster voor Hilfswerk Mutter und Kind (1934)

Hilfswerk Mutter und Kind was een hulporganisatie in nazi-Duitsland gericht op Arische gezinnen, moeders en kinderen. De organisatie was onderdeel van de Nationalsozialistische Volkswohlfahrt ('Nationaalsocialistische Volkswelzijnsorganisatie', NSV).

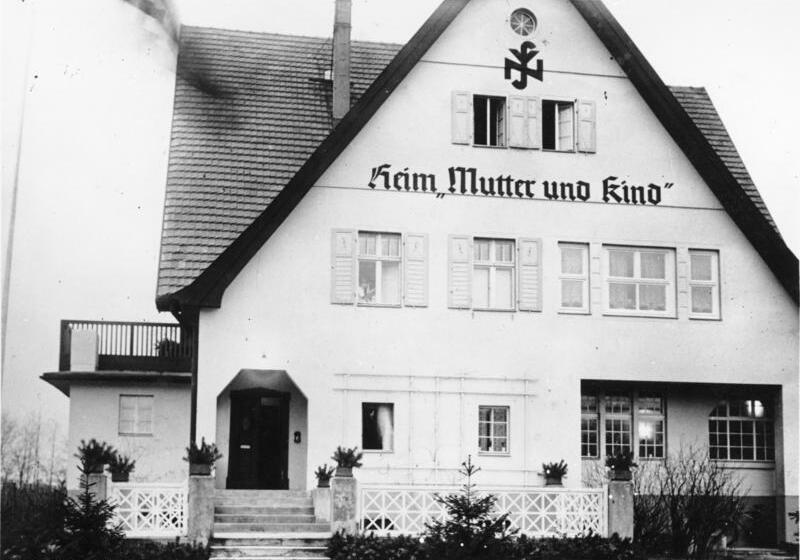
Heim "Mutter und Kind" (1944)

## Achtergrond
Hilfswerk Mutter und Kind werd opgericht op 7 april 1934 en had als doel: 'een Duitse moeder bij te staan in fysieke, geestelijke of emotionele nood [en] om een erfelijk gezond kind te helpen bij een gezonde ontwikkeling'. Volgens Joseph Goebbels waren 'moeder en kind [...] de belofte van de onsterfelijkheid van een volk'.
De organisatie werkte in overeenstemming met het nationaalsocialistisch gedachtegoed en verving de bestaande hulporganisaties voor moeders en kinderen. Het geboortebeleid van het nationaalsocialisme was erop gericht zo veel mogelijk gezonde Arische kinderen geboren te laten worden. Vanwege de Wet ter voorkoming van erfelijk zieke nakomelingen van 14 juli 1933 was een test om de 'erfelijke gezondheid' te laten testen verplicht, wat veel vrouwen ervan weerhield gebruik te maken van de voorlichtingscentra. Daarnaast werden prostituees, vrouwen met een 'afwijkende seksuele geaardheid' en vrouwen die werden beschouwd als moeilijk opvoedbaar gedwongen tot abortussen, verplichte sterilisatie of werden zij naar een zorginstelling gestuurd waar zij slachtoffer werden van 'euthanasie'.

### Gedachtegoed en taken
De organisatie was actief in de volgende gebieden: familiehulp, zorg voor moeders en zuigelingen, zorg voor zwangere vrouwen en kraamvrouwen, herstellingszorg voor moeders, huishoudelijke zorg voor zwangere of zieke moeders, kinderdagverblijven, hulp bij huisvesting en vestiging, hulp bij het vinden van werk, jeugdzorg en hulp aan ongehuwde moeders.
De organisatie bood hulp en voorlichting via lokale hulp- en adviescentra. In 1941 waren er 34.000 steunpunten in nazi-Duitsland. Daarnaast had de organisatie eigen kinderdagverblijven: in 1937 beheerde de organisatie 3.500 kinderdagverblijven en werden meer dan 4000 oogstkinderdagverblijven, voor kinderen van landbouwers, opgericht. Het werd daarmee een van de belangrijkste instrumenten voor volksopvoeding. Naast steun en voorlichting had de organisatie als voornaamste taak het organiseren van verblijven in herstellingsoorden voor moeders uit kinderrijke gezinnen.
In de laatste oorlogsjaren werden veel Duitse steden gebombardeerd. Zwangere vrouwen werden overgebracht naar kraamklinieken in veiligere delen van het land, waaronder in de plaats Hahnenklee waar meer dan 3.600 kinderen werden geboren in door Hilfswerk Mutter und Kind geconfisqueerde huizen.

### Samenwerkingen
De organisatie werkte samen met de NS-Frauenschaft en het Deutsche Frauenwerk. Daarnaast had het een nauw samenwerkingsverband met de NS-Gemeindeschwester, een organisatie van verpleegkundigen, die fungeerde als een "permanente uitkijkpost voor de sociale noden in haar lokale gemeenschap". Daarnaast waren om verschillende doelstellingen te bereiken wisselende samenwerkingen met onder meer de Hitlerjugend, de Bund Deutscher Mädel en het Deutsche Arbeitsfront.
Nazi-eugenetica ·
Arisch ras ·
Rassenhygiëne · 
Voorouderonderzoek ·
Onderzoeksinstituut voor Rassenhygiëne en Bevolkingsbiologie 

Rassenpolitisch Amt ·
Übermensch ·
Untermensch ·
Germanisering ·
Lebensraum ·
Völkische Bewegung ·
Volksgemeinschaft ·
Blut und Boden
Rassenwetten van Neurenberg ·
Ariërverklaring ·
Niet-Joodverklaring ·
Sterilisatiewet
Lebensborn ·
Moederkruis ·
Kinderontvoeringen door nazi-Duitsland ·
Hilfswerk Mutter und Kind
Euthanasie in nazi-Duitsland ·
Aktion T4 ·
Sonderbehandlung 14f13 ·
Generalplan Ost
Euthanasiecentrum Bernburg · Euthanasiecentrum Brandenburg · Euthanasiecentrum Grafeneck 

Euthanasiecentrum Hadamar · Euthanasiecentrum Hartheim ·  Euthanasiecentrum Sonnenstein